# اکایاپال
اکایاپال (به انگلیسی: Akkayapalle) یک منطقهٔ مسکونی در هند است که در آندرا پرادش واقع شده‌است.

## خصوصیات
اکایاپال ۱۸٬۲۴۷ نفر جمعیت دارد.